# محمدتقی واعظی
محمد تقی واعظی (زاده ۱۳۳۰ تهران) یک روحانی، نویسنده و سیاستمدار شیعه است. وی عضو مجلس خبرگان رهبرى از استان زنجان در دوره چهارم و نماینده ولی فقیه در استان زنجان و امام جمعه شهر زنجان بوده‌است.